# Gubbio
Gubbio je mesto in občina z več kot 30.000 prebivalci v skrajnem severovzhodnem delu italijanske pokrajine Perugia v Umbriji. Leži na najnižjem delu pobočja Monte Ingino, majhne gore v Apeninih. Po desni strani teče reka Saonda.

## Zgodovina
Hribi nad mestom so bili poseljeni že v bronasti dobi. Pod imenom Ikuvium je bilo pomembno mesto starodavnih umbrijskih ljudi v pred-rimskih časih in je znano po odkritju Tabulae eugubinae (Iguvinske plošče), niz bronastih plošč, ki skupaj predstavljajo največjo ohranjeno besedilo v stari umbrijščini. Po rimski osvojitvi v 2. stoletju pred našim štetjem, je mesto Iguvium ostalo pomembno, kar dokazuje rimski amfiteater, drugi največji ohranjen na svetu.
Gubbio je postal zelo močen v začetku srednjega veka. Mesto je poslalo 1000 vitezov v boj v prvi križarski vojni pod vodstvom grofa Girolama Gabriellija. Iz nedokumentiranih virov naj bi bili prvi, ki so prišli do Svetega groba, ko je bilo zaseženo mesto v letu 1099.
Naslednja stoletja so bila precej burna, saj je Gubbio sodeloval v vojnah proti okoliškim krajem Umbrije. Ena od teh vojn je doživela čudežno posredovanje škofa, svetega Ubalda Baldassinija, ki je zavaroval Gubbio in dosegel prepričljivo zmago (1151), nakar je sledilo obdobje blaginje. V bojih Gvelfov in Gibelinov je Gabrielli, znan kot condottiero Cante de' Gabrielli da Gubbio (okoli leta 1260–1335), in je bil frakcija Gvelfov, podpiral papeža. Kot podesta (visoki uradnik) v Firencah, je pesniku Danteju Alighieriju v izgnanstvu zagotovil svoj trajen sloves.
Leta 1350 Giovanni Gabrielli, grof Borgovalle, član najvidnejše plemiške družine v Gubbiu, postane vladar Gubbia. Njegova vladavina pa je bila kratka, vladavino je bil prisiljen leta 1354 predati mestu, oziroma kardinalu Albornozu, ki je predstavljal Cerkev.
Nekaj let kasneje se je Gabriello Gabrielli, škof Gubbia, razglasil za vladarja v Gubbiu (Signor d' Agobbio). Izdala ga je skupina plemičev, tudi mnogi njegovi sorodniki in škof je bil prisiljen zapustiti mesto in poiskati zatočišče na svojem domačem gradu v Cantianu.
Z zatonom političnega prestiža družine Gabrielli, je bilo mesto Gubbio vključeno v ozemlje Montefeltrov. Federico da Montefeltro je obnovil staro Palazzo Ducale. V palači je kabinet s furniranim pohištvom z intarzijami kot v njegovem kabinetu v Urbinu. Industrija keramike je v Gubbiu dosegla višek v prvi polovici 16. stoletja, z glazuro s kovinskim sijajem imitira zlato in baker.
Gubbio je postalo del papeške države leta 1631, ko je bila družina della Rovere, ki ji je bilo dodeljeno vojvodstvo Urbino, v zatonu. Leta 1870 je bil Gubbio vključen v Kraljevino Italijo skupaj s preostalimi papeškimi državami.

## Glavne znamenitosti
Zgodovinsko središče Gubbia je lepo srednjeveško mesto, večina zgradb je iz temno sivega kamna, z ozkimi ulicami in gotsko arhitekturo.
Veliko hiš je iz 14. in 15. stoletja, in so bile prvotno namenjene stanovanjem premožnih trgovcev, saj imajo pogosto še druga vrata na ulico le nekaj centimetrov od glavnega vhoda. Ta sekundarni vhod je ožji in stopnjo nad samim nivojem ceste. Ta tip vrat se imenuje Porta dei morti (vrata mrtvih), saj pravijo, da so bila uporabljena samo za odstranitev trupla umrlega iz hiše. Te trditve ni mogoče preveriti, resnični namen sekundarnih vrat ni jasen. Verjetna teorija pravi, da so vrata lastniki uporabljali za zaščito pri odpiranju neznanim osebam.
Glavne znamenitosti mesta so:
- Rimsko gledališče zgrajen v 1. stoletju pred našim štetjem, zgrajeno iz kvadratnih blokov lokalnega apnenca. Našli so sledove dekoracijo iz mozaikov. Prvotni premer znaša 70 metrov in bi lahko sprejel do 6000 gledalcev.
- Rimski mavzolej (tudi Pomponius Graecinus)
- Palazzo dei Consoli, gotska stavba iz let 1332–1337 z renesančnim dvoriščem. V palači sta Arheološki muzej in slikarska zbirka. V arheološkem muzeju je sedem od prvotnih devetih »iguvinskih« bronastih plošč z zapisi v starem umbrijskem jeziku in v staroumbrijski pisavi (iz 2. stoletja pr. n. št.), delno v novoumbrijskem jeziku in latinski pisavi. To je najpomembnejši zapis umbrijskega jezika.
- Palazzo in Torre Gabrielli
- Duomo (katedrala), zgrajena v poznem 12. stoletju. Najočitnejša značilnost je okno v obliki rozete na fasadi s simboli evangelistov okrog. Notranjost je v obliki latinskega križa z eno ladjo. Najdragocenejši je lesen Kristus pred oltarjem, izdelan v umbrijski šoli. Freske so delo Francesca Allegrinija (1654/56).
- Palazzo Ducale, zgrajena leta 1470, ahitekta Luciano Laurana ali Francesco di Giorgio Martini (1439–1501), naročnik Federico da Montefeltro. Znana je notranjost posebej kabinet imenovan Studiolo (1478/82), ki spominja na Palazzo Ducale v Urbinu. Je lesen z intarzijami, delo delavnice Giuliano in Benedetto da Maiana.
- Cerkev San Francesco (druga polovica 13. stoletja), ki je edina verska zgradbama v mestu, ki ima ladjo z dvema prehodoma. Oboki so podprti z osmerokotnimi pilastri. Freske so iz 12., 13. in 15. stoletja. V levi apsidi je domačin Ottavio Nelli na začetku 15. stoletja naslikal prizore iz Marijinega življenja.
- Cerkev Santa Maria Nuova je tipična cistercijanska zgradba iz 13. stoletja. V notranjosti je freska iz 14. stoletja in predstavlja tako imenovano Madonna del Belvedere (1413), avtor Ottaviano Nelli.
- Bazilika Sant'Ubaldo z ladjo in štirimi prehodi stoji zunaj mesta. Omembe vredni so marmorni oltar in velika okna z epizodami iz življenja svetega Ubalda, zaščitnika Gubbia. Fino rezbarjenje portalov in fragmentarnih fresk namigujejo na veličastno dekoracijo 15. stoletja.
- Museo Cante Gabrielli v Palazzo del Capitano del Popolo (ki je nekoč pripadala Gabrielliju).
- Orientalska zbirka Vivian Gabriel - tibetanska, nepalska, kitajska in indijska umetnost. Zbirko je podaril občini Sir Edmund Vivian Gabriel (1875–1950), britanski kolonialni uradnik in pustolovec, potomec Gabriellijev, ki so bili gospodarji v Gubbiu v srednjem veku.
- Piazza S. Giovanni, ki je omenjena v dokumentih že v 12. stoletju. Njen načrt z eno samo ladjo s štirimi prečnimi loki, ki podpirajo enokapno streho, je bila sprejeta kot model za druge kasnejše cerkve v Gubbiu.

Gubbio je bil tudi eden izmed središč proizvodnje italijanske keramike (majolice) v času renesanse. Najpomembnejši italijanski lončar v tem obdobju, Mastro Giorgio, je bil aktiven v Gubbio v začetku 16. stoletja.
- Duomo v Gubbiu
- Notranjost Duoma v Gubbiu
- Glavni oltar, Duomo, Gubbio
- Del kora z intarzijami
- Eden od oltarjev v Duomu v Gubbiu

## Tabulae eugubinae
7 bronastih tabel, ki so jih odkrili v Iguviumu leta 1444. Prve so verjetno napisane v 3. stol. pr. n. št. v umbrijski pisavi (eden od italskih jezikov), poznejše v 1. stol. pr. n. št. v latinici. So najpomembnejši dokument v umbrijskem jeziku. So dokument starodavnih religij Evrope in Sredozemlja. Zapisani so obredi (žrtve in molitve) namenjeni najvišjim bogovom lokalne skupnosti in tako do neke mere odražajo skupno versko prepričanje in obrede italskih narodov. 
Table vsebujejo verske zapise Atiedianskih bratov - skupina 12 Jupitrovih duhovnikov, ki so imeli pomembne funkcije v občini Iguvium. 
Celotno besedilo, skupaj s prevodom v latinščini, je bilo objavljeno v Londonu 1863 in 1931 (Francis Newman v knjigi Albrecht von Blumenthal).

## Corsa dei Ceri
Corsa dei Ceri je običaj, ki vsako leto poteka na 15. dan v maju. Tri ekipe, posvečene sv. Ubaldu, sv. Giorgiu in sv. Antoniu, nosijo, s podporo množice navijačev (oblečeni so v značilne barve rumeno, modro in črno, z belimi hlačami in rdečimi pasovi), od glavnega trga pred Palazzo dei Consoli do bazilike sv. Ubalda kip svojega svetnika montiran na leseni osmerokotni prizmi, podobne oblike kot ura, 4 metre visok in tehta okoli 280 kg.
Dirka ima močan nabožen, državljanski in zgodovinski prizvok in je ena izmed najbolj znanih folklornih prireditev v Italiji. Ceri so bili izbrani kot heraldični simbol na grbu Umbrije, sodobne upravne regije.

## Občina Gubio
Občina Gubio obsega naslednja naselja: Belvedere, Biscina, Branca, Burano, Camporeggiano, Carbonesca, Casamorcia-Raggio, Cipolleto, Colonnata, Colpalombo, Ferratelle, Loreto, Magrano, Mocaiana, Monteleto, Monteluiano, Nogna, Padule, Petroia, Ponte d'Assi, Raggio,San Benedetto Vecchio, San Marco, San Martino in Colle, Santa Cristina, Scritto, Semonte, Spada, Torre Calzolari and Villa Magna.

## Plasti Gubio
Gubbio je poznan tudi med geologi in paleontologi saj so z odkrivanjem mesta naleteli na »Gubbio plasti«, sedimentne plasti, obogatene z iridijem, ki so bile izpostavljen pri cestnih delih zunaj mesta. Ta tanek, temen pas usedline označuje kredno - paleogensko mejo, znano tudi kot K-T meja ali K-Pg meja, med kredo in paleogenom (geološka obdobja) pred približno 66 milijonov let. Iridij in redke težke kovine na površini Zemlje so prišle z materialom iz vesolja, kot so kometi in asteroidi. Vsebuje tudi majhne kroglice steklastega materiala imenovanega tektites, ki se oblikujejo pri začetnem udarcu. Te Gubio plasti so odkrili na številnih mestih po vsem svetu.

## Pobratena mesta
Gubbio je pobraten s:
| - Thann, Francija - Salon-de-Provence, Francija - Wertheim am Main, Nemčija - Jessup, Pennsylvania, ZDA | - Sassari, Italija - Palmi, Italija - Viterbo, Italija - Nola, Italija |